# Владимир Беара
Владимир Беара (26 август 1928 – 11 август 2014) е бивш югославски футболен вратар и треньор.

## Клубна кариера
Той изиграва 308 мача за Хайдук (Сплит) и става три пъти шампион на Югославия (1950, 1952 и 1955).
През 1955 е трансфериран в Цървена звезда, където става шампион в същия сезон. С Цървена звезда той става шампион 4 пъти (1956, 1957, 1959, 1960) и печели Купата на Югославия 2 пъти (1958 и 1959). Той играе срещу Манчестър Юнайтед в последния им мач преди самолетната катастрофа в Мюнхен.
В края на кариерата си играе за Алемания (Аахен) (1960 – 62) и Виктория Кьолн (1963 – 64)

## Национална кариера
Той изиграва 59 мача за Югославия. Участва в Олимпийските игри 1952. Достига до финала, където играе срещу Унгария и спасява дузпа на Ференц Пушкаш, но Югославия губи. Той също участва на 3 световни първенства (1950, 1954 и 1958).

## Смърт
На 11 август 2014 г. семейството на Беара съобщи, че той е починал в Сплит, Хърватия след няколко инсулта през предходната година. Погребан е в католическото гробище Ловринак.

## За него
| „                                                                        | „Аз не съм най-добрият вратар в света, най-добрият е Владимир Беара.“ | “ |
| Лев Яшин, при получаването на наградата си за най-добър играч за 1963 г. |                                                                       |   |

## Успехи

### Клубни

#### Хайдук (Сплит)
- Първа югославска лига: 1950, 1952 и 1954 – 55

#### Цървена звезда
- Първа югославска лига: 1955 – 56, 1956 – 57, 1958 – 59, 1959 – 60
- Купа на Югославия: 1957 – 58, 1958 – 59

### Национални

#### Югославия
- Олимпийски игри: Сребърен медал 1952